# Lucky Luke na Dzikim Zachodzie
Lucky Luke na Dzikim Zachodzie (fr. Tous à l’Ouest: Une aventure de Lucky Luke; ang. Go West: A Lucky Luke Adventure, 2007) – francuski film animowany o przygodach kowboja Lucky Luke’a.

## Wersja polska
Wersja polska: na zlecenie SPI International Polska – Sun Studio Polska

Reżyseria: Marek Robaczewski

Dialogi polskie: Jan Jakub Wecsile

Teksty piosenek: Tomasz Robaczewski

Nagrania dialogów: Ilona Czech-Kłoczewska

Kierownictwo produkcji: Beata Jankowska

W wersji polskiej udział wzięli:
- Cezary Pazura – Lucky Luke
- Borys Szyc – Joe
- Zbigniew Suszyński – Złotko
- Jarosław Boberek – Piotr
- Sławomir Pacek – Averell
- Piotr Bajor – Zamotany
- Dominika Kluźniak – panna Littletown
- Waldemar Barwiński – Jolly Jumper
- Aleksander Mikołajczak – Szalony Kaktus
- Wojciech Paszkowski – William
- Jakub Szydłowski – Rintindumb
- Marcin Perchuć – pan Tang
- Mirosław Zbrojewicz – Brzydal Barrow
- Tomasz Kozłowicz – Jack
- Artur Kaczmarski – monsieur Pierre
- Paweł Galia – Spike Goodfellow
- Aneta Todorczuk-Perchuć – Louise
- Janusz Wituch – policjant
- Andrzej Gawroński – oskarżyciel
- Andrzej Chudy – sędzia
- Paweł Szczesny – barman
- Izabela Dąbrowska – grubaska
- Joanna Węgrzynowska – Molly

## Treść
Daltonowie znów uciekają z celi i rabują banki, później ściga ich policja. Łup znika, a bracia chcą go zdobyć. Przeszkadza im w tym Luke, który niszczy ich broń i aresztuje. Chce dostarczyć Daltonów do sądu, lecz osadnicy pragną jego pomocy. Muszą dotrzeć do Kalifornii w 80 dni. Bracia Daltonowie też podróżują i próbują zdobyć łup.